# عصفور ذهبي عربي
عصفور ذهبي عربي (الاسم العلمي: Passer euchlorus) (بالإنجليزية: Arabian Golden Sparrow)‏ هو نوع من الطيور يتبع جنس العصفور من فصيلة عصافير العالم القديم.